# São Joaninho (Castro Daire)
São Joaninho est une freguesia du Portugal de la commune de Castro Daire, dans le District de Viseu.
Avec 8,3 km2 et 360 habitants (2011), la densité de la population paroisse s'élève à 44,3 hab/km2.